# ミシシッピ大洪水

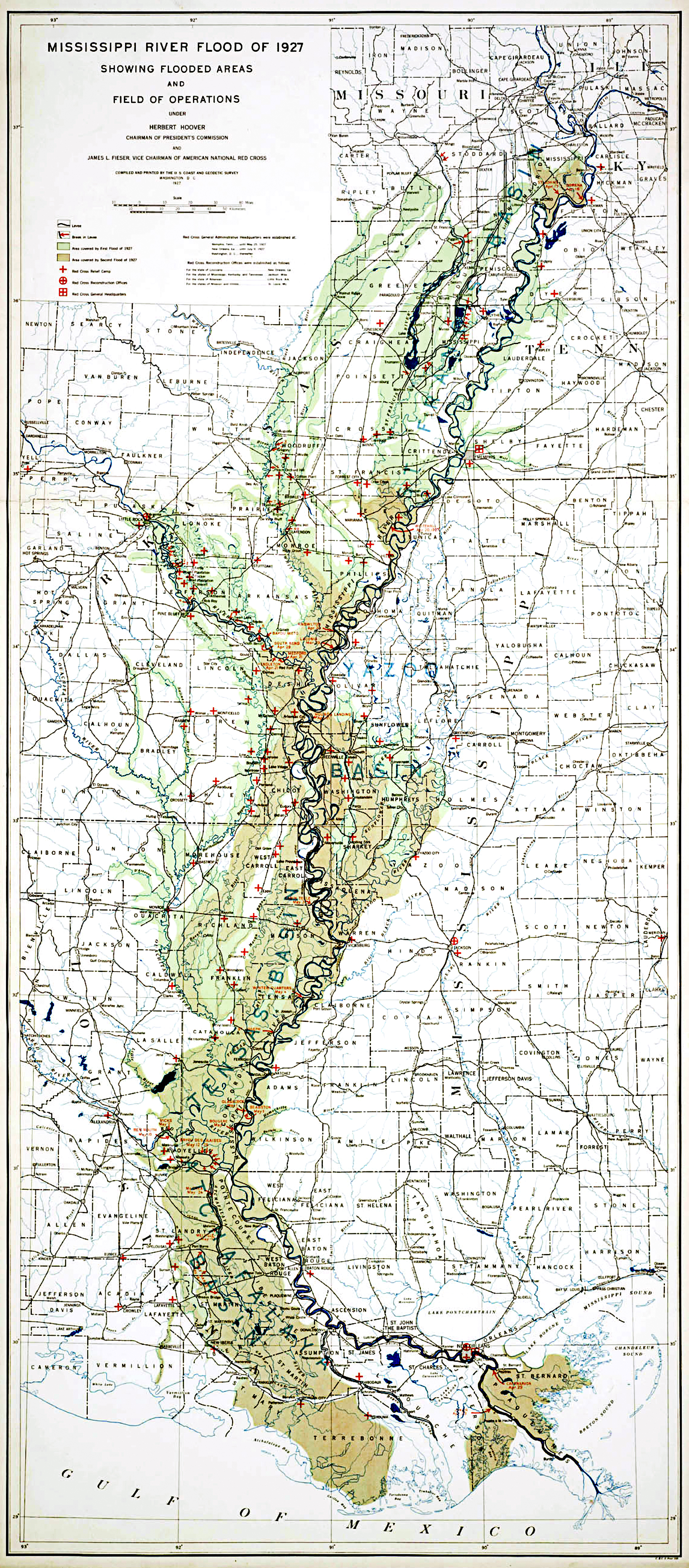
洪水による被災地域

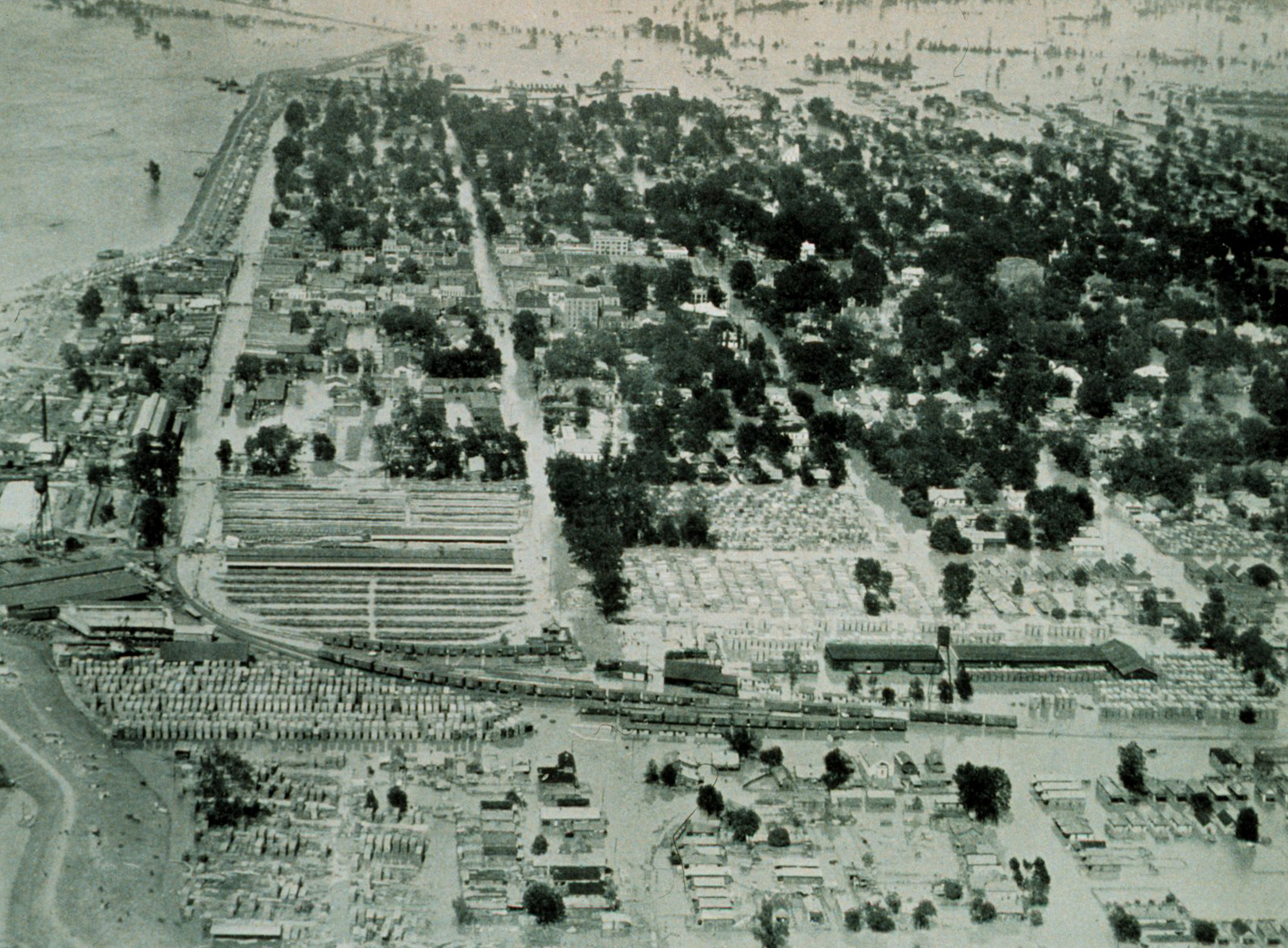
水没するグレンヴィル付近

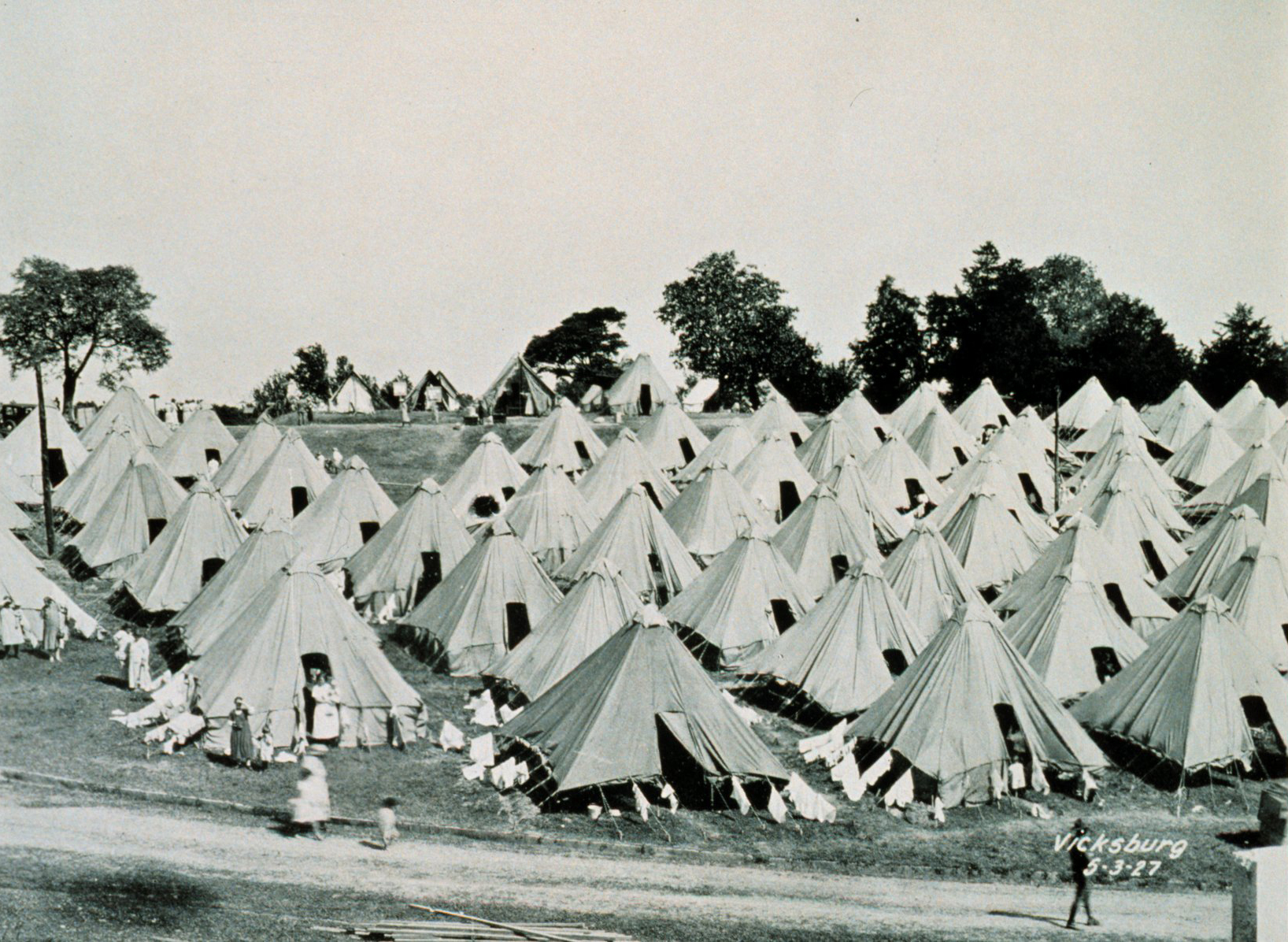
被災者キャンプ

ミシシッピ大洪水（Great Mississippi Flood）は1927年に起こった、アメリカ合衆国史上最大の被害がでた洪水である。

## 事象
1926年夏、ミシシッピ中央盆地に大雨が降ることに始まり、9月までにカンサス州とアイオワ州のミシシッピ川支流は飽和状態になった。
1927年初頭にはナッシュビルにおいてカンバーランド川の堤防を水が超える（水位17m）。
ミシシッピ川の堤防は145ヶ所で決壊し、7万km2が洪水に襲われた。一帯は10mの深さで浸水し、7つの州で246人が死亡、被害総額4億円以上の被害を出した。63万人が住み家を追われたが、綿花農場の黒人農業労働者がとくに打撃を受けたとされ、二十世紀前半のアフリカ系アメリカ人の大移動の原因の一つにもなった。
南部の未だ黒人差別の残る地域で起こったため、黒人が強制的に危険な堤防補修作業にしばしば駆り出され、被災後も避難所・食糧配給などで差別待遇を受けたという。

## 被害地域
アーカンソー州、イリノイ州、ケンタッキー州、ルイジアナ州、ミシシッピ州、ミズーリ州、テネシー州
アーカンソーが最も被害を受け、14%の地域が洪水の影響を受けた。1927年5月までにミシシッピ川はメンフィス下流で川幅100km（60mi）に達した。

## 影響を与えた作品
- ゾラ・ニール・ハーストン『彼らの目は神を見ていた』（1937年） - 主人公は洪水で野犬に噛まれ、狂犬病になる。避難先では、洪水で亡くなった死体の人種の判別作業（黒人は土の穴に、白人は棺桶に入れる）に駆り出される[2]。
- リチャード・ライト"Down By the Riverside"（『アンクル・トムの子供たち』収録。1938年） - 洪水の中、身重の妻を助けるため盗みと殺人を犯してしまう黒人主人公の話。白人による黒人に対する差別的で理不尽な扱いを訴える[2]。
- ウィリアム・フォークナー『野生の棕櫚』（1939年） - 洪水に巻き込まれた囚人が妊婦を助ける。洪水時の黒人たちの悲惨な状況について語られる[2]。
- レヴィー・ブレイク - 洪水に巻き込まれた黒人たちの悲劇を歌ったブルース曲。
- 「ルイジアナ1927」 - この洪水のことを歌ったランディ・ニューマンの1974年の楽曲。
- ハイウォーター・エヴリウェア - チャーリー・パットンが発表した楽曲。黒人コミュニティで大ヒットを記録した。

## 参照
- Rising Tide: The Great Mississippi Flood of 1927 and How It Changed America by John M. Barry, ISBN 0684840022
- PBS American Experience: Fatal Flood